# Eusynthemis rentziana
Eusynthemis rentziana är en trollsländeart som beskrevs av Günther Theischinger 1998. Eusynthemis rentziana ingår i släktet Eusynthemis och familjen skimmertrollsländor. Inga underarter finns listade i Catalogue of Life.